# Ржанов, Василий Михайлович
Василий Михайлович Ржанов (24 января 1894, Дмитров, Дмитровский уезд, Московская губерния — 26 июня 1982, Москва) — советский военачальник, генерал-майор (20 апреля 1945).

## Начальная биография
Василий Михайлович Ржанов родился 24 января 1894 года в городе Дмитров Дмитровского уезда Московской губернии.
С августа 1910 по ноябрь 1914 года работал отметчиком вагонов и конторщиком на станции Урсытисская (Среднеазиатская железная дорога).

## Военная служба

### Первая мировая и гражданская войны
В 1914 году В. М. Ржанов сдал экстерном экзамен за среднее учебное заведение, в декабре призван в ряды Русской императорской армии и направлен на учёбу в Ташкентское военное училище, из которого был выпущен 1 мая 1915 года в чине прапорщика и направлен в Шуйский 118-й пехотный полк (30-я пехотная дивизия), в составе которого служил командиром роты и батальона и принимал участие в боевых действиях на Западном, с сентября 1915 года — на Северо-Западном, а с октября 1916 года — на Румынском фронтах. С мая 1917 года капитан В. М. Ржанов исполнял должность помощника командира полка, а в январе 1918 года убыл на родину.
В конце января 1918 года В. М. Ржанов в Дмитрове вступил в Красную гвардию и назначен командиром отряда, который в мае того же года включён в состав РККА, а сам Ржанов служил в Дмитровском уездном военкомате на должностях начальника отдела формирования и обучения, военрука военкомата. В июне 1919 года назначен на должность командира 19-го отдельного Ивановского железнодорожного полка, дислоцированного в Иваново-Вознесенске, в январе 1921 года — на должность командира 481-го стрелкового полка (54-я стрелковая дивизия, Московский военный округ), а в июне того же года — на должность командира 147-го стрелкового полка (17-я Нижегородская стрелковая дивизия).

### Межвоенное время
В октябре 1922 года переведён командиром батальона в 40-й стрелковый образцовый полк (14-я стрелковая дивизия), дислоцированный во Владимире. В период с августа 1923 по июль 1924 года учился на отделении командиров полков Высшей тактическо-стрелковой школы комсостава РККА имени Коминтерна.
В феврале 1926 года назначен на должность помощника начальника оперативного отдела штаба 14-й стрелковой дивизии, а в мае 1929 года — на должность помощника командира 42-го стрелкового Шуйского полка. В 1932 году окончил бронехимический курс при курсах «Выстрел», а в сентябре того же года направлен в Тамбовскую объединённую школу артиллерийских и оружейных техников, где назначен на должность руководителя тактики, а в июне 1933 года — на должность командира батальона курсантов в этой школе.
С марта 1934 года служил помощником командира штурманского сектора Специальных курсов комсостава флота в Ленинграде, с августа 1935 года — помощником начальника штаба учебного отряда подводного плавания имени С. М. Кирова, а с сентября 1936 года — помощником начальника Специальных курсов комсостава подводного плавания.
В январе 1939 года полковник В. М. Ржанов назначен на должность начальника строевого отдела военно-морского факультета при 1-м Медицинском институте имени академика И. С. Павлова в Ленинграде, а в мае 1940 года — на должность начальника курса Военно-морской медицинской академии ВМФ.

### Великая Отечественная война
С началом войны В. М. Ржанов назначен помощником начальника академии, одновременно с 1 июля 1941 года был начальником штаба отдельной курсантской бригады военно-морских учебных заведений, после чего в составе Северного фронта принимал участие в боевых действиях в районе Ленинграда.
26 сентября 1941 года назначен на должность командира 2-й отдельной бригады моряков, которая в ноябре включена в состав Приморской оперативной группы Ленинградского фронта, а 30 августа 1942 года переименована в 48-ю отдельную морскую стрелковую бригаду. Полковник Ржанов, командуя бригадой, принимал участие в ходе оборонительных боевых действий на ораниенбаумском плацдарме, а с января 1944 года — в Ленинградско-Новгородской и Красносельско-Ропшинской наступательных операциях. В период с 10 по 25 февраля бригада была расформирована, а полковник В. М. Ржанов в конце февраля переведён на должность командира 177-й стрелковой дивизии, ведшей боевые действия на плацдарме юго-западнее Нарвы. В начале апреля дивизия выведена в резерв Ставки Верховного Главнокомандования, в мае передислоцирована на Карельский перешеек и с 15 июня принимала участие в ходе Выборгской наступательной операции, после чего находилась в обороне на советско-финляндской границе. Со 2 декабря дивизия занималась строительством второго оборонительного рубежа в районе Выборга. В конце апреля — начале мая 1945 года дивизия передислоцирована в Йелгаву, а к 9 мая прибыла в Либаву, после чего занималась охраной побережья Балтийского моря.

### Послевоенная карьера
После окончания войны находился на прежней должности командира дивизии, с сентября 1945 года дислоцированной в Горьковском военном округе. В марте 1946 года дивизия расформирована, а генерал-майор В. М. Ржанов направлен в распоряжение Военного совета округа и том же году переведён в Военно-морскую академию имени К. Е. Ворошилова, где преподавал на кафедре сухопутных войск.
Генерал-майор Василий Михайлович Ржанов 1 августа 1956 года вышел в запас. 
Умер 26 июня 1982 года в Москве. Похоронен на Николо-Архангельском кладбище.

## Воинские звания
- Прапорщик (1 мая 1915 года)[4];
- Подпоручик (1 марта 1916 года)[4];
- Поручик (30 декабря 1916 года)[4];
- Капитан (1917 год)[1];

…
- Генерал-майор (20 апреля 1945 года).

## Награды
СССР
- Орден Ленина (21.02.1945);
- Четыре ордена Красного Знамени (10.02.1943, 21.06.1944, 03.11.1944, 06.11.1947)
- Орден Отечественной войны I степени (17.02.1944);
- Медали.

Российская империя
- Орден Святой Анны IV-й степени (Аннинское оружие; 30.12.1916)[4];
- Орден Святого Станислава III-й степени с мечами и бантом (31.01.1917)[4].